# Bernardo Camacho Leyva
Bernardo Camacho Leyva (Bogotá, 6 de septiembre de 1919-Ibídem, 4 de agosto de 2017) fue un policía, político y diplomático colombiano.
Camacho fue el primer oficial colombiano egresado de la Escuela de Cadetes de Policía General Santander en alcanzar grado de Brigadier General en la historia de la Institución misma que llegó a dirigir personalmente entre 1965 y 1971, durante el último cuaternio del Frente Nacional.

## Biografía
Bernando Camacho Leyva nació en Bogotá el 6 de septiembre de 1919, en el seno de una familia de la aristocracia bogotana.
Camacho ingresó al primer curso de oficiales de la policía de Colombia, abierto el 16 de mayo de 1940 en la Escuela de Cadetes de Policía General Santander, obteniendo el grado de Teniente segundo el 22 de noviembre del mismo año.
Ejerció su carrera como oficial en las unidades de Putumayo, Bogotá y Arauca; jefe de la división de bomberos de Bogotá, oficial de planta de la Escueda de Cadetes, jefe de Servicios Administrativos, gerente del Fondo Rotatorio, liquidador de la Caja de Protección Social, director de la Revista de la Policía, jefe administrativo de la Presidencia de la República, jefe de Personal y Comandante de la Policía en Bogotá. 
Fue elegido como director de la Escuela de Cadetes, jefe de Estado Mayor, agregado de la Embajada de Colombia en Londres.

#### El Bogotazo y La Violencia
En 1948, durante los sucesos de El Bogotazo, Camacho, quien era teniente en ese momento, organizó a un grupo de oficiales en pro de la defensa de la escuela General Santander y de la entonces sede de la policía, en la calle 9, que estaba siendo objeto de los ataques de la turba enfurecida.
Ese mismo año el gobierno de Mariano Ospina Pérez suprimió la policía con el decreto 1403 de 1948, y Camacho fue el encargado de dar instrucción al cuerpo de policía militar que en su lugar sustituyó a los policías urbanos, tras la ola de violencia que vivía el país.

### Frente Nacional
La Junta Militar que sucedió al general Gustavo Rojas Pinilla (quien tomó el poder en 1953 tras años de violencia producto de El Bogotazo) entregó la dirección de la institución a oficiales de la Policía. Junto al General Saulo Gil Ramírez, el General Camacho participó en la reforma al código de policía y el estatuto orgánico de la institución, obras que continuó tras su paso por la Dirección General.
Camacho también fue uno de los responsables de que la Policía Nacional saliera del Ministerio de Gobierno (hoy del Interior) y pasara a ser parte del Ministerio de Guerra (hoy de Defensa). En la actualidad se discute en Colombia que la policía regrese a su ministerio original.

#### Director de la Policía de Colombia (1965-1971)

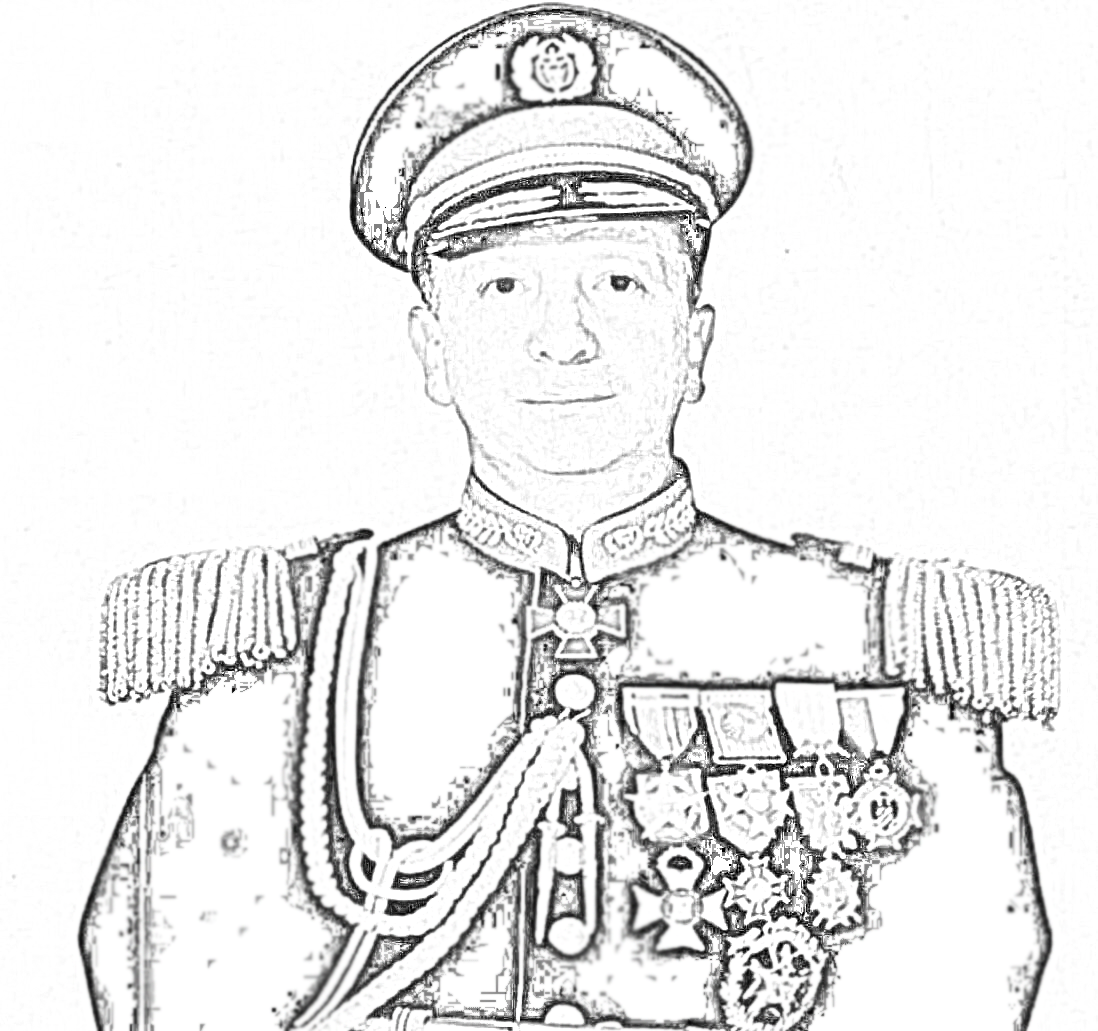
Camacho y sus condecoraciones.

Camacho se desempeñó como el 63.º director general de la Policía por nombramiento del entonces presidente conservador Guillermo León Valencia para suceder a Saulo Gil Ramírez Sendoya, el 1 de abril de 1965, hasta su retiro el 1 de abril de 1971, durante la presidencia del también conservador Misael Pastrana Borrero, siendo sucedido por Henry García Bohórquez. Su paso por la Dirección General de la Policía coincidió con el penúltimo cuaternio del Frente Nacional.
Entre sus obras destacadas están el intento infructuoso de la sede de la Dirección a las calles 9 y 10, con carreras 10 y 11 (muy cerca de donde fue asesinado Gaitán en 1948), el establecimiento de los primeros estatutos para regular la carrera policial en sus niveles de oficialidad, suboficialidad y de agentes; y promovió la creación de la Acorpol (Asociación Colombiana de Oficiales en Retiro de la Policía Nacional).
También dirigió la construcción del Hospital Central de la Policía (en la calle 26), y personalmente organizó y dirigió el esquema de seguridad del Papa Pablo VI a su visita a Colombia en 1968.

### Retiro
Camacho cofundó con otros oficiales activos y en retiro la Academia de Historia de la Policía Nacional de Colombia, el 24 de mayo de 1990; la cual tiene a su cargo preservar la memoria de la polícia y administradora del Museo de la Policía, entre otros asuntos relacionados con la investigación y almacenamiento de informes históricos.
En sus últimos años, Camacho fue Decano del Colegio de Generales de la Policía de Colombia. Fue también presidente de la Acorpol de 1975 a 1978, año en que uno de sus hermanos fue nombrado ministro de Defensa del país; y luego de 1987 a 1988.
Bernardo Camacho Leyva falleció en Bogotá, el viernes 4 de agosto de 2017 a los 97 años.

## Familia
Bernardo era hijo de Alberto Camacho Torrijos y de su esposa y parienta Rosa Leyva Camacho, ambos miembros de prestigiosas familias de políticos y militares criollos. Su padre era sobrino bisinieto del político neogranadino José Joaquín Camacho, presidente de las Provincias Unidas de Nueva Granada entre 1814 y 1815 y fusilado durante la Reconquista Española, mientras que su madre era sobrina bisnieta del político y militar Domingo Caycedo, cuarto presidente de Colombia.
Sus hermanos eran 9 y entre ellos destacan los también generales Luis Carlos y Alberto Camacho Leyva. Luis Carlos llegó a ser Comandante del Estado Mayor entre  1974 y 1976, y ministro de Defensa entre 1978 y 1982, bajo la presidencia de Julio César Turbay. 
Una de sus hermanas, Beatriz, se casó con el oficial del ejército, Gustavo Matamoros D'Costa (ministro de Defensa de 1984 a 1985), quien era hijo del también oficial Gustavo Matamoros León, y nieto del veterano de la guerra de los Mil Días, Carlos Matamoros Sánchez. Hijo suyo es el oficial Gustavo Matamoros Camacho, sobrino de Bernardo, quien ocupó la Estado Mayor Conjunto de Colombia entre 2010 y 2011.

### Matrimonio
Camacho contrajo matrimonio con Essy Matamoros D'Costa, la cuñada de su hermana Beatriz, el 4 de octubre de 1951, con quien tuvo a sus dos hijosː Enrique y Ana María Camacho Matamoros. Enrique es economista y empresario deportivo, siendo el presidente del equipo colombiano Millonarios Fútbol Club desde 2011.

## Homenajes y reconocimientos
En 1999  le fue otorgado el grado honorario de General de tres estrellas. 